# 吉田文代
吉田 文代（よしだ ふみよ、1981年4月25日 - ）は、日本の陸上競技選手。専門は三段跳。千葉県出身。成田高等学校、中央大学卒業。第11回世界陸上競技選手権大会女子三段跳日本代表。

## 経歴
1996年、全日本中学校選手権女子走幅跳で、当時中学歴代4位となる6m02を記録し優勝。成田高校時代も同世代のトップ選手として活躍。中大進学後は本格的に三段跳にチャレンジするも、同じ種目で高校の先輩でもある花岡麻帆が出場する大会では花岡の影に隠れるという状態が続いた。しかし2000年代に入り躍進。現在は2003年からの11年間で日本選手権を9回制覇（2004年、2011年は2位。2005～2010で6連覇）するなど、日本を代表するトリプルジャンパーとなっている
中大卒業後一旦ニシ・スポーツに入社したが退社。秋田わか杉国体のために選手獲得を図っていた秋田陸上競技協会の仲介で秋田ゼロックスに所属。2007年、日本選手権女子三段跳で快勝し、その年に大阪市の長居スタジアムをメイン会場とした世界選手権に出場。しかし秋田県代表として出場したわか杉国体では記録が伸びず予選落ち。国体終了により秋田ゼロックスを退社し、その後一旦母校中央大学が作った卒業生のためのクラブチーム「中大レディースクラブ」、成田国際空港株式会社を経て現在は福島県・郡山女子大学附属高等学校で教員をしながら陸上活動を続けている。

## 記録
- 三段跳 - 13m50（2003年6月、2007年4月）[1]